# Integral de Riemann-Stieltjes
En matemàtiques, la integral de Riemann-Stieltjes és una generalització de la integral de Riemann, s'anomena així en honor de Bernhard Riemann i de Thomas Joannes Stieltjes.

## Definició
La integral de Riemann-Stieltjes d'una funció real f d'una variable real respecte d'una funció real g s'escriu
{\displaystyle \int _{a}^{b}f(x)\,dg(x)}
I es defineix com el límit del següent sumatori, quan la mida de cada una de les parts de la partició P de l'interval [a, b] tendeix a zero
{\displaystyle \sum _{x_{i}\in P}f(c_{i})(g(x_{i+1})-g(x_{i}))}
on ci és el i-èsim subinterval [xi, xi+1]. De les dues funcions f i g se'n diu respectivament l'integrand i l'integrador. Habitualment, g és no decreixent, però això no és necessari. Perquè aquesta integral de Riemann-Stieltjes existeixi cal que f i g no comparteixin cap punt de discontinuïtat.
Una definició alternativa, i lleugerament més general, de la integral de Riemann-Stieltjes fa servir el mateix sumatori d'aproximació de més amunt, però pren el límit de forma que sigui un límit de Moore-Smith directament sobre el conjunt de particions de [a, b]. És a dir, pren el límit a mesura que s'insereixen més i més punts de divisió en la partició. Amb aquesta definició, una integral pot existir quan f i g comparteixen punts de discontinuïtat, sempre que no siguin discontínues des del mateix cantó al mateix punt.
Per una altra formulació de la integral que és molt més general, vegeu la integral de Lebesgue. Cal remarcar, però, que si s'admeten les integrals impròpies de Riemann-Stieltjes, llavors la integral de Lebesgue no és estrictament més general.

## Propietats i relació amb la integral de Riemann
Encara que g fos derivable a tot arreu encara podria ser que la integral fos diferent de la integral de Riemann
{\displaystyle \int _{a}^{b}f(x)g'(x)\,dx,}
per exemple, si la derivada no és afitada. Pero si la derivada és contínua, llavors seran la mateixa. Aquesta condició també se satisfà si g és la integral (de Lebesgue) de la seva derivada; en aquest cas es diu que g és absolutament contínua.
En canvi, g pot tenir discontinuïtats de salt, o la seva derivada pot ser zero quasi per a tot i continuar sent contínua i creixent (per exemple, g pot ser la funció de Cantor o la Funció signe d'interrogació), en cap dels dos casos la integral de Riemann-Stieltjes no es pot obtenir amb cap expressió que impliqui derivades de g.
La integral de Riemann-Stieltjes admet integració per parts de la forma
{\displaystyle \int _{a}^{b}f(x)\,dg(x)=f(b)g(b)-f(a)g(a)-\int _{a}^{b}g(x)\,df(x).}
i l'existència de la integral de l'esquerra implica l'existència de la integral de la dreta.

## Existència de la integral
El teorema d'existència més senzill, estableix que si f és contínua i g és de variació fitada en [a, b], llavors la integral existeix. Fixeu-vos que g és de variació afitada si i només si és la diferència entre dues funcions monòtones. Si g no és de variació fitada, llavors hi haurà funcions contínues que no podran ser integrades respecte de g.

## Aplicacions a la teoria de la probabilitat
Si g és la funció de distribució de probabilitat d'una variable aleatòria X que té una Funció de densitat de probabilitat respecte de la mesura de Lebesgue, i f és qualsevol funció per a la qual l'esperança matemàtica E(|f(X)|) és finita, llavors, la funció densitat de probabilitat de X és la derivada de g i es té
{\displaystyle E(f(X))=\int _{-\infty }^{\infty }f(x)g'(x)\,dx.}
Però aquesta fórmula no funciona si X no té una funció densitat de probabilitat respecte de la mesura de Lebesgue. En particular, no funciona si la distribució de X és discreta (és a dir, tota la probabilitat es concentra en masses puntuals), i fins i tot si la funció de distribució de probabilitat g és contínua, no funciona si g no és absolutament contínua (altre cop, la funció de Cantor pot servir com un exemple d'aquest problema). Però la identitat
{\displaystyle E(f(X))=\int _{-\infty }^{\infty }f(x)\,dg(x)}
Es manté si g és qualsevol funció distribució de probabilitat de la recta real.

## Aplicacions a l'anàlisi funcional
La integral de Riemann-Stieltjes apareix a la formulació original del teorema de F. Riesz que representa l'espai dual de l'espai de Banach {\displaystyle C[a,b]} de les funcions contínues en un interval {\displaystyle [a,b]} com a integrals de Riemann-Stieltjes respecte de funcions de variació afitada (més tard, el teorema es va reformular en termes de mesures).
La integral de Riemann-Stieltjes, també apareix en la formulació del teorema espectral per operadors (no compactes) auto adjunts (o més generalment, normals) en un espai de Hilbert (en aquest teorema la integral es considera respecte d'una, així anomenada, família espectral de projeccions).
[vegeu el llibre d'en F. Riesz per a més detalls]